# Перельман, Юлий Михайлович
Ю́лий Миха́йлович Перельма́н (род. 14 января 1954, Благовещенск) — советский и российский врач-пульмонолог, доктор медицинских наук, профессор, член-корреспондент РАН (2019), заслуженный деятель науки Российской Федерации (2022).

## Биография
В 1977 году окончил лечебный факультет Благовещенского государственного медицинского института с отличием. Продолжил обучение в клинической ординатуре и аспирантуре на кафедре терапии.

С 1982 году Ю. М. Перельман работает старшим научным сотрудником в Дальневосточном научном центре физиологии и патологии дыхания Сибирского отделения РАМН.

В 1985 году защитил кандидатскую диссертацию на тему «Изменения гемодинамики малого круга кровообращения и внешнего дыхания при позднем токсикозе беременных».

В 1987 году назначен руководителем лаборатории функциональных методов исследования дыхательной системы.

В 2001 году защитил докторскую диссертацию на тему «Эколого-функциональная характеристика дыхательной системы человека в норме и при хроническом бронхите».

В 2003 году Ю. М. Перельману присвоено ученое звание профессора по специальности «Пульмонология». 

С 2006 году работает заместителем директора по научной работе Дальневосточного научного центра физиологии и патологии дыхания Сибирского отделения РАМН. 

В 2019 году избран членом-корреспондентом РАН по Отделению медицинских наук по специальности «Терапия».

## Научная деятельность
Сфера научных интересов Перельмана Ю. М. включает изучение влияния окружающей среды на организм человека, клиническое прогнозирование, разработку инновационных методов индивидуальной терапии. 

Основные направления научных исследований:
- Изучение влияния внешнесредовых факторов на дыхательную систему человека.
- Исследования термоэнергетического гомеостаза легких с применением оригинальной системы для изучения кондиционирования воздуха в дыхательных путях человека.
- Оптимизация легочного газообмена на протяжении беременности.

Ю. М. Перельман является основателем научной школы по экологической и клинической физиологии дыхания. Под его руководством защищены 2 докторских и 20 кандидатских диссертаций.

## Научные работы
Автор более 600 научных работ, в том числе 15 монографий, 38 патентов на изобретения.
- Приходько А.Г., Перельман Ю.М., Колосов В.П. Гиперреактивность дыхательных путей. — Владивосток, 2011.
- Перельман Ю.М., Приходько А.Г. Пособие для врачей // Спирографическая диагностика нарушений вентиляционной функции легких.. — Благовещенск, 2013.
- Перельман Ю.М., Луценко М.Т. Кардиореспираторная система при беременности. — Новосибирск, 1986.
- Колосов В.П., Пирогов А.Б., Семиреч Ю.О., Ушакова Е.В., Перельман Ю.М. Фармакотерапевтическая эффективность достижения контроля бронхиальной астмы у больных с холодовой бронхиальной гиперреактивностью в контрастные сезоны года // Бюллетень физиологии и патологии дыхания. — 2010. — № 37. — С. 25—27.
- Перельман Ю.М. Актуальные аспекты экологической физиологии дыхания. Бюллетень физиологии и патологии дыхания // Бюллетень физиологии и патологии дыхания. — 2001. — № 8. — С. 20—26.
- Безруков Н.С., Еремин Е.Л., Ермакова Е.В., Колосов В.П., Перельман Ю.М. Автоматизированная система "Medical toolbox" для диагностики бронхиальной астмы по показателям реоэнцефалографии // Информатика и системы управления. — 2006. — 1 (11). — С. 73—80.

## Награды и звания
- Заслуженный деятель науки Российской Федерации (14 ноября 2022 года) — за вклад в развитие науки и многолетнюю добросовестную работу[2]

## Участие в международных научных организациях
- Член Американского торакального общества (АТS).
- Член Европейского респираторного общества (ЕРS).
- Член Азиатско-Тихоокеанского респираторного общества (APSR).
- Сопредседеталь научной секции «Клиническая физиология дыхания» Российского респираторного общества.